# Pietricaggio

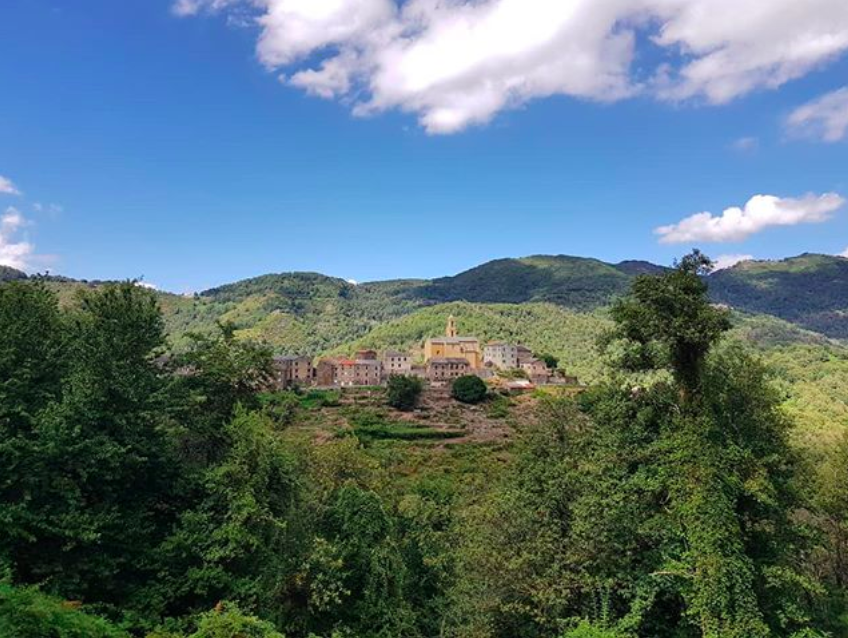
Pietricaggio (2018)

Pietricaggio (korsisch U Petricaghju d'Alisgiani) ist eine französische Gemeinde in der Castagniccia auf der Mittelmeerinsel Korsika. Sie gehört zum Département Haute-Corse, zum Arrondissement Corte und zum Kanton Castagniccia. Die Bewohner nennen sich Pietricaggiais oder Petricaghjacci. Der Dorfkern liegt auf 635 Metern über dem Meeresspiegel. Nachbargemeinden sind Piedipartino, Carcheto-Brustico und Piobetta im Nordwesten, Carpineto im Norden, Tarrano und Felce im Nordosten, Valle-d’Alesani im Osten, Piazzali, Novale und Perelli im Südosten, Pianello, Mazzola und Alzi im Südwesten sowie Bustanico im Westen.

## Bevölkerungsentwicklung
| Jahr      | 1962 | 1968 | 1975 | 1982 | 1990 | 1999 | 2008 | 2012 | 2017 |
| --------- | ---- | ---- | ---- | ---- | ---- | ---- | ---- | ---- | ---- |
| Einwohner | 134  | 124  | 117  | 100  | 75   | 54   | 46   | 36   | 35   |